# Liste des gouverneurs du Maryland
Cet article dresse la liste des gouverneurs du Maryland depuis l'indépendance en 1777 jusqu'à la période contemporaine. 
Le gouverneur du Maryland dirige le pouvoir exécutif de cet État des États-Unis d'Amérique. Il est également le commandant en chef de la milice du Maryland. 
En 1776, le gouverneur était élu par les membres de l'Assemblée générale pour un mandat d'un an. Depuis 1838, il est élu au suffrage direct pour un mandat de trois ans, puis de quatre ans depuis 1851. 
Le gouverneur actuel est Wes Moore, membre du Parti démocrate, en fonction depuis le 18 janvier 2023.

## Affiliations politiques
| Parti                 | Gouverneurs |
| --------------------- | ----------- |
| Démocrate             | 31          |
| Fédéraliste           | 9           |
| Républicain-démocrate | 7           |
| Républicain           | 7           |
| Sans affiliation      | 5           |
| Whig                  | 3           |
| National-républicain  | 2           |
| Know Nothing          | 1           |
| Unioniste             | 1           |

## Gouverneurs du Maryland
La liste ci-dessous ne reprend pas la liste des gouverneurs de la période coloniale. 
| No                                                                                                | Nom                                                                                               | Portrait                                                                                          | Parti                                                                                             | Parti                                                                                             | Début de mandat                                                                                   | Fin de mandat                                                                                     | Observations |
| Gouverneurs élus par l'Assemblée générale selon les termes de la constitution du Maryland de 1776 | Gouverneurs élus par l'Assemblée générale selon les termes de la constitution du Maryland de 1776 | Gouverneurs élus par l'Assemblée générale selon les termes de la constitution du Maryland de 1776 | Gouverneurs élus par l'Assemblée générale selon les termes de la constitution du Maryland de 1776 | Gouverneurs élus par l'Assemblée générale selon les termes de la constitution du Maryland de 1776 | Gouverneurs élus par l'Assemblée générale selon les termes de la constitution du Maryland de 1776 | Gouverneurs élus par l'Assemblée générale selon les termes de la constitution du Maryland de 1776 | Gouverneurs élus par l'Assemblée générale selon les termes de la constitution du Maryland de 1776                                                                            |
| ------------------------------------------------------------------------------------------------- | ------------------------------------------------------------------------------------------------- | ------------------------------------------------------------------------------------------------- | ------------------------------------------------------------------------------------------------- | ------------------------------------------------------------------------------------------------- | ------------------------------------------------------------------------------------------------- | ------------------------------------------------------------------------------------------------- | --- |
| 1                                                                                                 | Thomas Johnson                                                                                    | Johnson                                                                                           |                                                                                                   | Indépendant                                                                                       | 21 mars 1777                                                                                      | 12 novembre 1779                                                                                  | |
| 2                                                                                                 | Thomas Sim Lee                                                                                    |                                                                                                   |                                                                                                   | Indépendant                                                                                       | 12 novembre 1779                                                                                  | 22 novembre 1782                                                                                  | |
| 3                                                                                                 | William Paca                                                                                      | Paca                                                                                              |                                                                                                   | Indépendant                                                                                       | 22 novembre 1782                                                                                  | 26 novembre 1785                                                                                  | |
| 4                                                                                                 | William Smallwood                                                                                 | Smallwood                                                                                         |                                                                                                   | Indépendant                                                                                       | 26 novembre 1785                                                                                  | 24 novembre 1788                                                                                  | |
| 5                                                                                                 | John Eager Howard                                                                                 | Eager Howard                                                                                      |                                                                                                   | Fédéraliste                                                                                       | 24 novembre 1788                                                                                  | 14 novembre 1791                                                                                  | |
| 6                                                                                                 | George Plater                                                                                     | Plater                                                                                            |                                                                                                   | Fédéraliste                                                                                       | 14 novembre 1791                                                                                  | 13 février 1792                                                                                   | Mort en fonction. |
| —                                                                                                 | James Brice                                                                                       | Brice                                                                                             |                                                                                                   | Fédéraliste                                                                                       | 13 février 1792                                                                                   | 5 avril 1792                                                                                      | Intérim. |
| 2                                                                                                 | Thomas Sim Lee                                                                                    |                                                                                                   |                                                                                                   | Fédéraliste                                                                                       | 5 avril 1792                                                                                      | 14 novembre 1794                                                                                  | Élu pour achever le mandat de Plater. |
| 7                                                                                                 | John Hoskins Stone                                                                                | Hoskins Stone                                                                                     |                                                                                                   | Fédéraliste                                                                                       | 14 novembre 1794                                                                                  | 17 novembre 1797                                                                                  | |
| 8                                                                                                 | John Henry                                                                                        |                                                                                                   |                                                                                                   | Républicain-démocrate                                                                             | 17 novembre 1797                                                                                  | 14 novembre 1798                                                                                  | |
| 9                                                                                                 | Benjamin Ogle                                                                                     |                                                                                                   |                                                                                                   | Fédéraliste                                                                                       | 14 novembre 1798                                                                                  | 10 novembre 1801                                                                                  | |
| 10                                                                                                | John Francis Mercer                                                                               | Francis Mercer                                                                                    |                                                                                                   | Républicain-démocrate                                                                             | 10 novembre 1801                                                                                  | 13 novembre 1803                                                                                  | |
| 11                                                                                                | Robert Bowie                                                                                      | Bowie                                                                                             |                                                                                                   | Républicain-démocrate                                                                             | 15 novembre 1803                                                                                  | 10 novembre 1806                                                                                  | |
| 12                                                                                                | Robert Wright                                                                                     | Wright                                                                                            |                                                                                                   | Républicain-démocrate                                                                             | 12 novembre 1806                                                                                  | 9 juin 1809                                                                                       | Démissionne en cours de mandat. |
| 13                                                                                                | Edward Lloyd                                                                                      | Lloyd                                                                                             |                                                                                                   | Républicain-démocrate                                                                             | 9 juin 1809                                                                                       | 16 novembre 1811                                                                                  | Élu par l'Assemblée générale du Maryland pour terminer le mandat de Wright, puis réélu.                                                                                      |
| 11                                                                                                | Robert Bowie                                                                                      | Bowie                                                                                             |                                                                                                   | Républicain-démocrate                                                                             | 16 novembre 1811                                                                                  | 25 novembre 1812                                                                                  | Second mandat. |
| 14                                                                                                | Levin Winder                                                                                      | Winder                                                                                            |                                                                                                   | Fédéraliste                                                                                       | 25 novembre 1812                                                                                  | 2 janvier 1816                                                                                    | |
| 15                                                                                                | Charles Carnan Ridgely                                                                            | Carnan Ridgely                                                                                    |                                                                                                   | Fédéraliste                                                                                       | 2 janvier 1816                                                                                    | 8 janvier 1819                                                                                    | |
| 16                                                                                                | Charles Goldsborough                                                                              | Goldsborough                                                                                      |                                                                                                   | Fédéraliste                                                                                       | 8 janvier 1819                                                                                    | 20 décembre 1819                                                                                  | |
| 17                                                                                                | Samuel Sprigg                                                                                     | Sprigg                                                                                            |                                                                                                   | Démocrate                                                                                         | 20 décembre 1819                                                                                  | 16 décembre 1822                                                                                  | |
| 18                                                                                                | Samuel Stevens, Jr.                                                                               | Stevens                                                                                           |                                                                                                   | Démocrate                                                                                         | 16 décembre 1822                                                                                  | 9 janvier 1826                                                                                    | |
| 19                                                                                                | Joseph Kent                                                                                       | Kent                                                                                              |                                                                                                   | Républicain-démocrate                                                                             | 9 janvier 1826                                                                                    | 15 janvier 1829                                                                                   | |
| 20                                                                                                | Daniel Martin                                                                                     |                                                                                                   |                                                                                                   | National-républicain                                                                              | 15 janvier 1829                                                                                   | 15 janvier 1830                                                                                   | |
| 21                                                                                                | Thomas King Carroll                                                                               | King Carroll                                                                                      |                                                                                                   | Démocrate                                                                                         | 15 janvier 1830                                                                                   | 13 janvier 1831                                                                                   | |
| 20                                                                                                | Daniel Martin                                                                                     |                                                                                                   |                                                                                                   | National-républicain                                                                              | 13 janvier 1831                                                                                   | 11 juillet 1831                                                                                   | Second mandat, mort en fonction. |
| 22                                                                                                | George Howard                                                                                     | Howard                                                                                            |                                                                                                   | National-républicain                                                                              | 11 juillet 1831                                                                                   | 17 janvier 1833                                                                                   | Termine le mandat de son prédécesseur avant d'être élu. |
| 23                                                                                                | James Thomas                                                                                      | Thomas                                                                                            |                                                                                                   | Whig                                                                                              | 17 janvier 1833                                                                                   | 14 janvier 1836                                                                                   | |
| 24                                                                                                | Thomas W. Veazey                                                                                  | Veazey                                                                                            |                                                                                                   | Whig                                                                                              | 14 janvier 1836                                                                                   | 7 janvier 1839                                                                                    | |
| Gouverneurs élus selon les termes de la constitution de 1838                                      |                                                                                                   |                                                                                                   |                                                                                                   |                                                                                                   |                                                                                                   |                                                                                                   | |
| 25                                                                                                | William Grason                                                                                    |                                                                                                   |                                                                                                   | Démocrate                                                                                         | 7 janvier 1839                                                                                    | 3 janvier 1842                                                                                    | |
| 26                                                                                                | Francis Thomas                                                                                    | Thomas                                                                                            |                                                                                                   | Démocrate                                                                                         | 3 janvier 1842                                                                                    | 6 janvier 1845                                                                                    | |
| 27                                                                                                | Thomas G. Pratt                                                                                   | Pratt                                                                                             |                                                                                                   | Whig                                                                                              | 6 janvier 1845                                                                                    | 3 janvier 1848                                                                                    | |
| 28                                                                                                | Philip F. Thomas                                                                                  | Thomas                                                                                            |                                                                                                   | Démocrate                                                                                         | 3 janvier 1848                                                                                    | 6 janvier 1851                                                                                    | |
| 29                                                                                                | Enoch Louis Lowe                                                                                  |                                                                                                   |                                                                                                   | Démocrate                                                                                         | 6 janvier 1851                                                                                    | 11 janvier 1854                                                                                   | |
| Gouverneurs élus selon les termes de la constitution de 1851                                      |                                                                                                   |                                                                                                   |                                                                                                   |                                                                                                   |                                                                                                   |                                                                                                   | |
| 30                                                                                                | Thomas W. Ligon                                                                                   | Ligon                                                                                             |                                                                                                   | Démocrate                                                                                         | 11 janvier 1854                                                                                   | 13 janvier 1858                                                                                   | |
| 31                                                                                                | Thomas Holliday Hicks                                                                             | Hicks                                                                                             |                                                                                                   | Know Nothing                                                                                      | 13 janvier 1858                                                                                   | 8 janvier 1862                                                                                    | |
| 32                                                                                                | Augustus Bradford                                                                                 | Bradford                                                                                          |                                                                                                   | Républicain                                                                                       | 8 janvier 1862                                                                                    | 10 janvier 1866                                                                                   | |
| Gouverneurs élus selon les termes de la constitution de 1864                                      |                                                                                                   |                                                                                                   |                                                                                                   |                                                                                                   |                                                                                                   |                                                                                                   | |
| 33                                                                                                | Thomas Swann                                                                                      | Swann                                                                                             |                                                                                                   | Démocrate                                                                                         | 10 janvier 1866                                                                                   | 13 janvier 1869                                                                                   | |
| Gouverneurs élus en vertu de la constitution du Maryland de 1867                                  |                                                                                                   |                                                                                                   |                                                                                                   |                                                                                                   |                                                                                                   |                                                                                                   | |
| 34                                                                                                | Oden Bowie                                                                                        | Bowie                                                                                             |                                                                                                   | Démocrate                                                                                         | 13 janvier 1869                                                                                   | 10 janvier 1872                                                                                   | |
| 35                                                                                                | William Pinkney Whyte                                                                             | Whyte                                                                                             |                                                                                                   | Démocrate                                                                                         | 10 janvier 1872                                                                                   | 4 mars 1874                                                                                       | Démissionne pour entrer au Sénat des États-Unis. |
| 36                                                                                                | James B. Groome                                                                                   | Groome                                                                                            |                                                                                                   | Démocrate                                                                                         | 4 mars 1874                                                                                       | 12 janvier 1876                                                                                   | Élu par l'Assemblée générale du Maryland pour terminer le mandat de Whyte.                                                                                                   |
| 37                                                                                                | John Lee Carroll                                                                                  | Lee Carroll                                                                                       |                                                                                                   | Démocrate                                                                                         | 12 janvier 1876                                                                                   | 14 janvier 1880                                                                                   | |
| 38                                                                                                | William T. Hamilton                                                                               | Hamilton                                                                                          |                                                                                                   | Démocrate                                                                                         | 14 janvier 1880                                                                                   | 9 janvier 1884                                                                                    | |
| 39                                                                                                | Robert Milligan McLane                                                                            | McClane                                                                                           |                                                                                                   | Démocrate                                                                                         | 9 janvier 1884                                                                                    | 27 mars 1885                                                                                      | Démissionne pour devenir ambassadeur des États-Unis en France. |
| 40                                                                                                | Henry Lloyd                                                                                       | Lloyd                                                                                             |                                                                                                   | Démocrate                                                                                         | 27 mars 1885                                                                                      | 11 janvier 1888                                                                                   | Élu par l'Assemblée générale du Maryland, puis élu au suffrage direct. |
| 41                                                                                                | Elihu Emory Jackson                                                                               | Emory Jackson                                                                                     |                                                                                                   | Démocrate                                                                                         | 11 janvier 1888                                                                                   | 13 janvier 1892                                                                                   | |
| 42                                                                                                | Frank Brown (en)                                                                                  | Brown                                                                                             |                                                                                                   | Démocrate                                                                                         | 13 janvier 1892                                                                                   | 8 janvier 1896                                                                                    | |
| 43                                                                                                | Lloyd Lowndes, Jr.                                                                                | Lowndes                                                                                           |                                                                                                   | Républicain                                                                                       | 8 janvier 1896                                                                                    | 10 janvier 1900                                                                                   | |
| 44                                                                                                | John Walter Smith                                                                                 | Smith                                                                                             |                                                                                                   | Démocrate                                                                                         | 10 janvier 1900                                                                                   | 13 janvier 1904                                                                                   | |
| 45                                                                                                | Edwin Warfield                                                                                    | Warfield                                                                                          |                                                                                                   | Démocrate                                                                                         | 13 janvier 1904                                                                                   | 8 janvier 1908                                                                                    | |
| 46                                                                                                | Austin Lane Crothers                                                                              | Crothers                                                                                          |                                                                                                   | Démocrate                                                                                         | 8 janvier 1908                                                                                    | 10 janvier 1912                                                                                   | |
| 47                                                                                                | Phillips Lee Goldsborough                                                                         | Lee Goldsborough                                                                                  |                                                                                                   | Républicain                                                                                       | 10 janvier 1912                                                                                   | 12 janvier 1916                                                                                   | |
| 48                                                                                                | Emerson C. Harrington                                                                             | Harrington                                                                                        |                                                                                                   | Démocrate                                                                                         | 12 janvier 1916                                                                                   | 14 janvier 1920                                                                                   | |
| 49                                                                                                | Albert Ritchie                                                                                    | Ritchie                                                                                           |                                                                                                   | Démocrate                                                                                         | 14 janvier 1920                                                                                   | 9 janvier 1935                                                                                    | |
| 50                                                                                                | Harry W. Nice                                                                                     | Nice                                                                                              |                                                                                                   | Républicain                                                                                       | 9 janvier 1935                                                                                    | 11 janvier 1939                                                                                   | |
| 51                                                                                                | Herbert R. O'Conor                                                                                | O'Conor                                                                                           |                                                                                                   | Démocrate                                                                                         | 11 janvier 1939                                                                                   | 3 janvier 1947                                                                                    | |
| 52                                                                                                | William Preston Lane, Jr.                                                                         | Preston Lane                                                                                      |                                                                                                   | Démocrate                                                                                         | 3 janvier 1947                                                                                    | 10 janvier 1951                                                                                   | |
| 53                                                                                                | Theodore R. McKeldin                                                                              | McKeldin                                                                                          |                                                                                                   | Républicain                                                                                       | 10 janvier 1951                                                                                   | 14 janvier 1959                                                                                   | |
| 54                                                                                                | J. Millard Tawes                                                                                  | Millard Tawes                                                                                     |                                                                                                   | Démocrate                                                                                         | 14 janvier 1959                                                                                   | 25 janvier 1967                                                                                   | |
| 55                                                                                                | Spiro Agnew                                                                                       | Agnew                                                                                             |                                                                                                   | Républicain                                                                                       | 25 janvier 1967                                                                                   | 7 janvier 1969                                                                                    | Démissionne pour devenir vice-président des États-Unis sous Richard Nixon.                                                                                                   |
| 56                                                                                                | Marvin Mandel                                                                                     | Mandel                                                                                            |                                                                                                   | Démocrate                                                                                         | 7 janvier 1969                                                                                    | 17 janvier 1979                                                                                   | Termine le mandat d'Agnew en tant que président de l'Assemblée générale du Maryland puis est élu à deux reprises avant de démissionner à la suite de poursuites judiciaires. |
| —                                                                                                 | Blair Lee III (intérim)                                                                           | Lee                                                                                               |                                                                                                   | Démocrate                                                                                         | 4 juin 1977                                                                                       | 15 janvier 1979                                                                                   | Premier lieutenant-gouverneur sous la constitution du Maryland de 1867, il assure l'intérim de Mandel après qu'il soit inculpé pour corruption.                              |
| 57                                                                                                | Harry R. Hughes                                                                                   | Hughes                                                                                            |                                                                                                   | Démocrate                                                                                         | 17 janvier 1979                                                                                   | 20 janvier 1987                                                                                   | |
| 58                                                                                                | William Donald Schaefer                                                                           | Schaefer                                                                                          |                                                                                                   | Démocrate                                                                                         | 20 janvier 1987                                                                                   | 18 janvier 1995                                                                                   | |
| 59                                                                                                | Parris N. Glendening                                                                              | Glendening                                                                                        |                                                                                                   | Démocrate                                                                                         | 18 janvier 1995                                                                                   | 15 janvier 2003                                                                                   | |
| 60                                                                                                | Robert Ehrlich                                                                                    | Ehrlich                                                                                           |                                                                                                   | Républicain                                                                                       | 15 janvier 2003                                                                                   | 17 janvier 2007                                                                                   | |
| 61                                                                                                | Martin O'Malley                                                                                   | O'Malley                                                                                          |                                                                                                   | Démocrate                                                                                         | 17 janvier 2007                                                                                   | 21 janvier 2015                                                                                   | |
| 62                                                                                                | Larry Hogan                                                                                       | Hogan                                                                                             |                                                                                                   | Républicain                                                                                       | 21 janvier 2015                                                                                   | 18 janvier 2023                                                                                   | |
| 63                                                                                                | Wes Moore                                                                                         | Moore                                                                                             |                                                                                                   | Démocrate                                                                                         | 18 janvier 2023                                                                                   | en fonction                                                                                       | |